# チオ酢酸
チオ酢酸(チオさくさん、Thioacetic acid)は、化学式 CH3COSHまたはAcSHの有機化合物である。構造が酢酸と類似しているが、沸点はそれより低い。有機化学ではチオール基の導入に使われる。
チオ酢酸は、アゾビスイソブチロニトリルのフリーラジカルを触媒として環状アルケンに求核付加してチオエステルを形成する。